# Xyrichtys blanchardi
 Xyrichtys blanchardi és una espècie de peix de la família dels làbrids i de l'ordre dels perciformes.

## Morfologia
Els mascles poden assolir els 21,2 cm de longitud total.

## Distribució geogràfica
Es troba a l'illa de Santa Helena.